# Flores de Goiás
Flores de Goiás é um município brasileiro do estado de Goiás. 

## História
Por volta de 1600 chegaram povos fugitivos das senzalas e das minas de ouro entra território baiano e mineiro e viveram por muito templo até a chegada de caravanas de fazendeiros fugindo das secas que assolavam o território baiano. Caravana formada por negros e brancos pobres que se ajuntaram ao quilombo em 1654 quando foi fundado o primeiro Arraial "Flores" Sua população estimada em 2010 era de 12.048 habitantes. Em 1740 após a construção da Igreja Nossa Senhora do Rosário, iniciou-se também as primeiras festas da Tradição local como as Folias e caçada da rainha nos festejos de  Nossa Senhora do Rosário, Domingos Alves Maciel foi considerado o fundador do município. O nomenclatura Flores de Goiás  de acordo com a afirmação de antigos moradores devido a existência uma espécie de cebolinhas do campo que logo nas primeiras chuvas de setembro para outubro todo campo da região quilombola fica florido. Mas foi estabelecida legalmente através da lei estadual nº 4926, de 14 novembro de 1963.